# Ra Patera

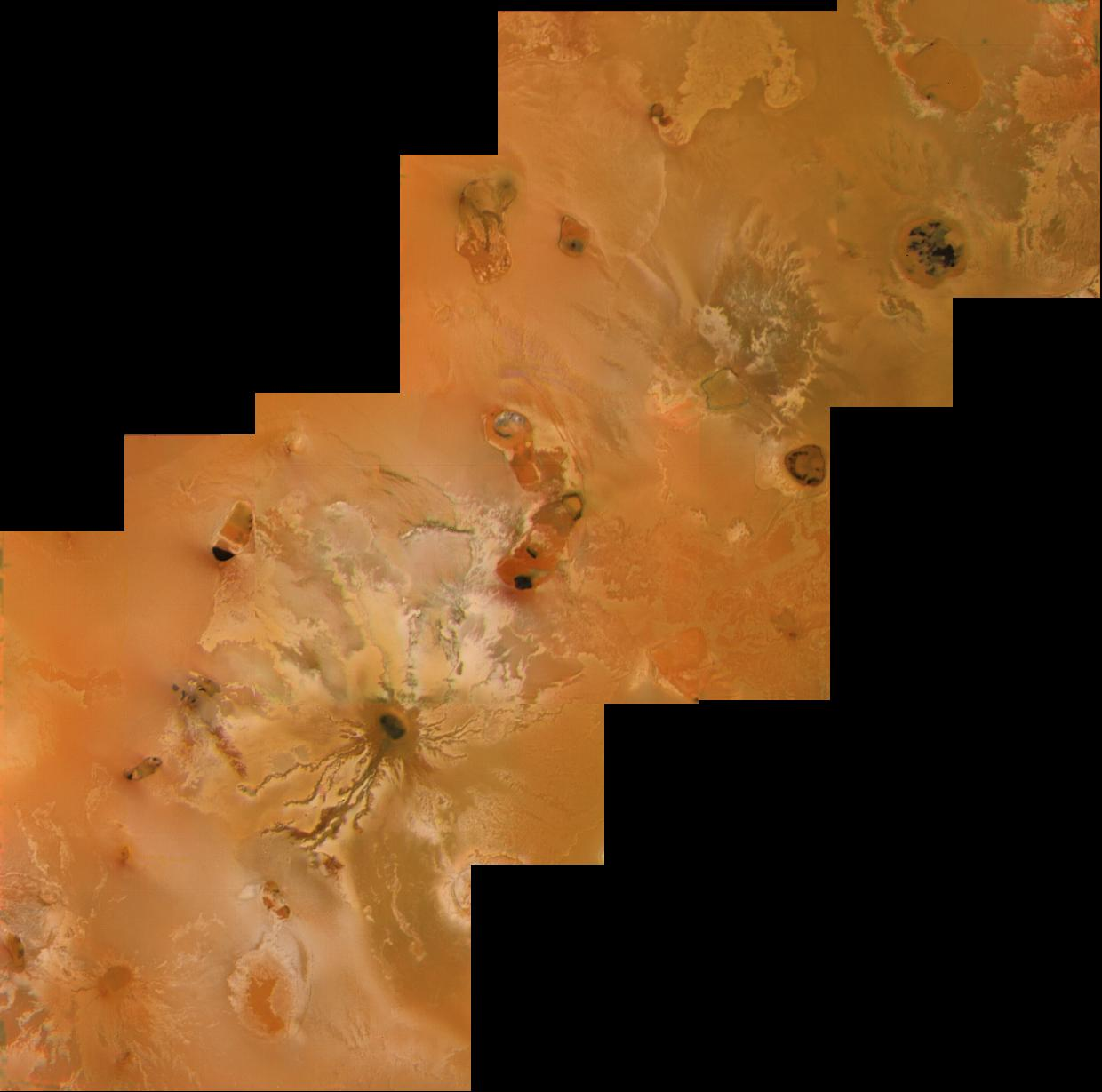
Fotomosaik der Ra-Patera-Region

Der Ra Patera ist ein Schildvulkan auf dem Jupitermond Io. Seine Lavaströme sind verschiedenfarbig und können eine Länge von 300 km erreichen. Der aktive Vulkan wurde im März 1979 mit der Raumsonde Voyager 1 und im Juli 1979 mit der Raumsonde Voyager 2 beobachtet.